# Kattugglebomal
Kattugglebomal (Niditinea striolella) är en fjärilsart som beskrevs av Matsumura 1931. Kattugglebomal ingår i släktet Niditinea och familjen äkta malar. Arten är reproducerande i Sverige. Inga underarter finns listade i Catalogue of Life.